# Lídice (Panamá)
Lídice es uno de los trece corregimientos del distrito de Capira de Panamá. La comunidad se encuentra en las faldas del Cerro Trinidad, en un valle de tierras fértiles y llanas, serpenteado por el río Perequeté. La localidad tiene 5.307 habitantes (2010).

## Historia
Desde principios del siglo XIX estas fueron utilizadas para pastear al ganado entregando en diezmo a la Parroquia de San Isidro. 
Su nombre original era el "Potrero", por inquietud de los moradores de la comunidad de que se cambiara este nombre se iniciaron las gestiones que logran la promulgación por parte del Ayuntamiento de Panamá la Resolución n.º 144 del 4 de septiembre de 1943, en el cual se ordena el cambio del nombre de Potrero por el de "Lídice". Este nombre es un homenaje a Lídice, comunidad de Checoslovaquia destruida el 10 de junio de 1942 por orden de Adolfo Hitler. La ONU, decretó que en cada país debía haber un pueblo, calle, plaza o edificio que llevara este nombre en memoria de sus habitantes.
El 31 de octubre de 1943 fecha de fundación del corregimiento de Lídice, en el Parque central con la asistencia de dignatarios de Checoslovaquia y Capireños se colocó un Obelisco con el nombre de "Lidice", gracias a sus gestores ya fallecidos Nicanor Subía, Arturo Barsallo, Domingo González, Esteban Arosemena, Simón Martez, Felipe Yanguez, José de la Cruz Vásquez, Cesar Tamayo, Ernesto Martez Gabriel Obando y Juan Rodríguez.

## Datos geográficos
Lídice tiene una superficie de 42,253.9 km² y limita con los siguientes corregimientos: al norte con Caimito; al sur con Campana al este con Capira cabecera ;al oeste con el Cacao.
Sus ríos y quebradas más importantes son: Trinidad, Caimito, Caimitillo, Bollo, Perequete, quebrada murciélago, cerro Pelao, Cecilia, Ballestera, Cañablanca y La Chapa.
Sus comunidades son Caimitillo, Majara, Filipinas, el Murciélago, el Coco, las Tablitas, el Bongo, San Isidro, San José, Pueblo Nuevo, Pedregal, Barraza, Av Hernando Bárcenas, la Pela Diente, los Duendes, el Creo, Don Bosco y La 31 de octubre.